# 井上倫宏
井上 倫宏（いのうえ のりひろ、本名：井上 則弘、1958年3月7日 - 2022年2月28日）は、日本の俳優、声優。神奈川県横浜市出身。円企画所属（最終所属）。

## 略歴
法政大学卒業。1982年に円演劇研究所に入所。1985年に演劇集団 円の団員に昇格。舞台、テレビドラマ出演のほか、洋画の吹き替え、テレビアニメへの出演など、声優としても活躍した。
2022年2月28日、食道癌のため死去。63歳没。葬儀は故人の遺志により近親者のみの家族葬にて滞りなく執り行われた。2021年5月から6月頃にガンが発覚してからも活動を続け、同年2月の事務所との電話でも「オファーがあれば取り組みたい」と前向きな姿勢を見せていたという。

## 人物
声域はハイバリトン。
趣味は酒。
晩年は小型のバイクに乗るのが好きだったという。

## 後任
井上の死去に伴い、持ち役を引き継いだ人物は以下の通り。
| 後任     | 役名                           | 概要作品                          | 後任の初担当作品                 |
| -------- | ------------------------------ | --------------------------------- | -------------------------------- |
| 山寺宏一 | シュナイゼル・エル・ブリタニア | 『コードギアス 反逆のルルーシュ』 | 『コードギアス Genesic Re;CODE』 |
| 各務立基 | エドウィン・ジャーヴィス       | 『アベンジャーズ/エンドゲーム』   | 『ホワット・イフ...?』           |

## 出演
太字はメインキャラクター。

### テレビドラマ
- 真田太平記（1985年、NHK新大型時代劇） - 木村重成 役
- 太陽にほえろ! 第662話「制服よさらば」（1985年、日本テレビ）
- 誇りの報酬 第4話「飛騨高山の乱れからくり」（1985年、NTV / 東宝）  - 高山署刑事
- ジャングル 26話（1987年）
- 大河ドラマ（NHK)
  - 独眼竜政宗（1987年）
  - 太平記（1991年） - 四条隆資 役
  - 徳川慶喜（1998年） - 稲葉正邦 役
  - 葵 徳川三代（2000年） - 勧修寺光豊 役
- 山村美紗京都サスペンス / 水仙の花言葉は死「洛中洛外花ごよみ」（1990年4月23日、KTV）
- 火曜サスペンス劇場（日本テレビ）
  - 「監察医・室生亜季子 (15) 扼殺」（1994年）
  - 「九門法律相談所 (2) 高価なツケ」（1994年）
  - 「女弁護士・高林鮎子 (21) 上毛高原逆流の殺意」（1997年）
  - 「街の医者・神山治郎 (5) 母親」（2003年） - 青木哲哉 役
- 土曜ワイド劇場「探偵事務所 (2) 7つの予告殺人プログラム!」（1995年、テレビ朝日） - 篠崎武雄 役
- 銭形平次（フジテレビ）
  - 第5シリーズ 第4話「疑惑の果て」（1995年） - 菊次 役
  - 第6シリーズ 第1話「呪いの花嫁井戸」（1997年） - 義次郎 役
- 炎の奉行 大岡越前守（1997年） - 池田大助 役
- ラブコンプレックス（2000年、フジテレビ）
- 非婚同盟（2009年2月、東海テレビ） - 並川大吉 役

### 舞台
- ピサロ（1985年、PARCO劇場）
- 悲劇フェードル（1986年、演劇集団 円）
- 仮名手本忠臣蔵（1990年、東宝）
- 薔薇と海賊（1996年、演劇集団 円）
- ゆうれい（1997年、演劇集団 円、紀伊國屋サザンシアター）
- エレクトル（2002年、演劇集団 円）
- ラプチュア〜うちょうてんな人々〜（2007年、演劇集団 円）

### 吹き替え

#### 担当俳優
アンソニー・エドワーズ
- ER緊急救命室（マーク・グリーン）
- サンダーバード（ブレインズ）
- フォーガットン（ジム・パレッタ）
- マイ・ハート、マイ・ラブ（ロジャー）

オ・ジホ
- 彼女がラブハンター（コ・マンス）
- ソウルウェディング〜花嫁はギャングスター3〜（サンマ）
- ファンタスティック・カップル（チャン・チョルス）

ジョン・タトゥーロ
- 愛のエチュード（アレクサンドル・ルージン）
- オー・ブラザー!（ピート）
- ビッグ・リボウスキ（ジーザス・クインターナ）※旧盤DVD・ビデオ版

チ・ジニ
- ウィンター・ソング（天使）
- お願い、キャプテン（キム・ユンソン）
- 宮廷女官チャングムの誓い（ミン・ジョンホ）
- トンイ（粛宗）
- ヘリオス 赤い諜報戦（チェ理事官）

#### 映画
- 逢いたくてヴェニス（ルイス）
- 赤毛のアン アンの結婚（ジャック・ギャリソン）
- アメリカン・ビューティー（ブラッド・デュプリー〈バリー・デル・シャーマン〉）※ソフト版
- アレグリア ザ・ムービー（フラク）
- 暗殺の瞬間（ローゲル・ニーマン〈ミカエル・パーシュブラント〉）
- 異常監禁犯（フレッド）
- ヴィゴ カメラの前の情事（マルセル）
- オスカーとルシンダ（オスカー・ホプキンス〈レイフ・ファインズ〉）
- カーマ・スートラ 悦楽の香り（マイケル〈イワン・バカラット〉）
- カーラの結婚宣言（ジェフ〈ジョー・フラニガン〉）
- 風と共に去りぬ（アシュレー・ウィルクス〈レスリー・ハワード〉）※テレビ東京版
- ガタカ（ジェローム・ユージーン・モロー〈ジュード・ロウ〉）
- 彼女たちの時間（ニコラ〈サミ・ブアジラ〉）
- ガンジー（マハトマ・ガンジー〈ベン・キングズレー〉）※DVD・BD版
- きれいなおかあさん（ファン・ズピン先生）
- グース（デヴィッド・アルデン〈テリー・キニー〉）※テレビ朝日版
- 暗い日曜日（アンドラーシュ・アラディ〈ステファノ・ディオニジ〉）
- クリクリのいた夏（ガリス〈ジャック・ガンブラン〉）
- クリスマス・キャロル（ボブ・クラチット〈リチャード・E・グラント〉）
- クレオパトラ（アントニウス〈ビリー・ゼイン〉）
- ことの終わり（モーリス・ベンドリクス〈レイフ・ファインズ〉）
- コンフェッション（ビリー・レイ）
- サーティーン あの頃欲しかった愛のこと（トラヴィス〈D・W・モフェット〉）
- ザ・クリミナル（ジャスパー・ローリンズ〈スティーヴン・マッキントッシュ〉）
- ジェニファーの明日 あなたを抱きしめさせて（フェルドマン医師〈ロブ・モロー〉）※NHK版
- ジェイソンX（ロウ教授）
- 趣味の問題（ニコラ・リヴィエール〈ジャン＝ピエール・ロリ〉）
- スウェプト・アウェイ（ジュゼッペ〈アドリアーノ・ジャンニーニ〉）
- SNUFF スナッフ（アレックス）
- SPY_N（トニー・ラウ〈マーク・ダカスコス〉）
- スライディング・ドア（ジェリー〈ジョン・リンチ〉）
- 卒業（ベンジャミン・ブラドック〈ダスティン・ホフマン〉）※テレビ東京版
- ダーク・ブルー（ホウフ〈ミロスラフ・タボルスキー〉）
- タイタニック（ブロック・ロベット〈ビル・パクストン〉）※機内上映版
- 太陽の雫（大人のグスタフ〈ジェームズ・フレイン〉）
- 太陽は、ぼくの瞳（ラマーン先生）
- ダウン・イン・ザ・バレー（ハーレン〈エドワード・ノートン〉）
- 小さな目撃者（サイモン〈デニス・リアリー〉）
- 地球が静止する日（マイケル・グレイニア博士〈ジョン・ハム〉）
- 沈黙のジェラシー（ジャクソン・ベアリング〈ジョナサン・シェック〉）
- ディープ・コア2002（ライアン・ベケット〈マーク・ダカスコス〉）
- ディボーシング・ジャック（ダン・スターキー〈デヴィッド・シューリス〉）
- DENGEKI 電撃（モンティーニ〈デイビッド・バディム〉）※DVD・ビデオ版
- トゥームレイダー（ピムズ〈ジュリアン・リンド＝タット〉）※テレビ朝日版
- トワイライトシリーズ（カーライル・カレン〈ピーター・ファシネリ〉）
  - トワイライト〜初恋〜 ※ソフト版
  - ニュームーン/トワイライト・サーガ ※ソフト版
  - エクリプス/トワイライト・サーガ ※ソフト版
  - ブレイキング・ドーン Part1/トワイライト・サーガ
- 7つの贈り物（エズラ・ターナー〈ウディ・ハレルソン〉）
- 人妻（アラン〈ジョセフ・ファインズ〉）
- パーフェクト・クリーチャー（ブラザー・サイラス〈ダグレイ・スコット〉）
- バットマン ビギンズ（フィンチ検事長）※日本テレビ版
- ハプニング（ジュリアン〈ジョン・レグイザモ〉）
- ハリー、見知らぬ友人（ミシェル〈ローラン・リュカ〉）
- ビーンストーク 真説・ジャックと豆の木（初代ジャック）
- ピクチャー・パーフェクト 彼女が彼に決めた理由（ニック〈ジェイ・モーア〉）
- ビヨンド・サイレンス（トム）
- ファイヤーウォール（ビル・コックス〈ポール・ベタニー〉）※ソフト版
- フォー・ウェディング（チャールズ〈ヒュー・グラント〉）
- プライベート・ライアン（ダニエル・ブーン・ジャクソン二等兵〈バリー・ペッパー〉）※テレビ朝日版
- ブリジット・ジョーンズの日記（マーク・ダーシー〈コリン・ファース〉）
  - ブリジット・ジョーンズの日記 ダメな私の最後のモテ期
- プリデスティネーション（バーテンダー〈イーサン・ホーク〉）
- フリントストーン2/ビバ・ロック・ベガス（バーニー・ラブル〈スティーヴン・ボールドウィン〉）
- ベリー・バッド・ウェディング（アダム・バーコウ〈ダニエル・スターン〉）
- ぼくの神さま（グニチオ）
- ほんとうのジャクリーヌ・デュ・プレ（ダニエル・“ダニー”・バレンボイム〈ジェームズ・フレイン〉）
- マーベル・シネマティック・ユニバース
  - アイアンマン（インセン〈ショーン・トーブ〉）※劇場公開版
  - アイアンマン3（インセン〈ショーン・トーブ〉）
  - アベンジャーズ/エンドゲーム（エドウィン・ジャーヴィス〈ジェームズ・ダーシー〉[11]）
- 魔性弁護人（リチャード）
- 未知との遭遇（クロード・ラコーム〈フランソワ・トリュフォー〉）※DVD・BD新録版
- 名誉と栄光のためでなく（エスクラビエ〈アラン・ドロン〉）※ソフト版
- メリーに首ったけ（テッド・ストローマン〈ベン・スティラー〉）
- モリー先生との火曜日（ミッチ・アルボム〈ハンク・アザリア〉）
- 誘拐犯（オベックス〈ニッキー・カット〉）
- 友情の翼（ルドルフ “ルディ”・フォン・ステゲンベク〈アンガス・マクファーデン〉）
- 善き人（ジョン・ハルダー〈ヴィゴ・モーテンセン〉）
- ラスト・ソング（スティーヴ・ミラー〈グレッグ・キニア〉）
- ラストダンス（リック・ヘイズ〈ロブ・モロー〉）
- ラマーン先生（オベックス）
- 理想の結婚（ロバート・チルターン〈ジェレミー・ノーサム〉）
- レジョネア 戦場の狼たち（グイド〈ダニエル・カルタジローン〉）※DVD・ビデオ版
- レスリー・ニールセン 裸のサンタクロース（ピーター〈スティーヴン・エックホルト〉）
- レッド・ドラゴン（ウィル・グレアム〈エドワード・ノートン〉）※ソフト版
- 恋愛小説家（サイモン〈グレッグ・キニア〉）※BD版
- ロック、ストックシリーズ
  - ロック、ストック&トゥー・スモーキング・バレルズ（エディ〈ニック・モラン〉）
  - ロック、ストック&フォー・ストールン・フーヴズ（リー〈デル・シノット〉）
  - ロック、ストック&スパゲッティ・ソース（リー〈デル・シノット〉）
  - ロック、ストック&ワン・ビッグ・ブロック（リー〈デル・シノット〉）
- ロング・ラン 栄光の54マイル（ガーザ）
- ワン・ナイト・スタンド（チャーリー〈ロバート・ダウニー・Jr〉）

#### ドラマ
- WITHOUT A TRACE/FBI 失踪者を追え! #78（ラリー）
- エージェント・オブ・シールド（イノック〈ジョエル・ストファー〉）
- エージェント・カーター（エドウィン・ジャーヴィス〈ジェームズ・ダーシー〉）
- オールイン 運命の愛（チョング〈ホ・ジュノ〉）
- キリング/17人の沈黙（レイ・スワード〈ピーター・サースガード〉）
- クリミナル・マインド FBI行動分析課 #6（バリー・ランドマン医師〈マーカス・ジアマッティ〉）
- コールドケース3（ラング）
- 新・刑事コロンボ 奇妙な助っ人（テッド・マクベイ〈ジェフ・イェーガー〉）
- スタートレック:エンタープライズ（マルコム・リード〈ドミニク・キーティング〉）
- 朱蒙 -チュモン- Prince of the Legend（ヘモス〈解慕漱〉〈ホ・ジュノ〉）
- TAKEN（ジェシー・キーズ〈デズモンド・ハリントン〉）
- デスパレートな妻たち シーズン3（アート・シェパード〈マット・ロス〉）
- ドラマ 東京裁判（ラダ・ビノード・パール判事〈イルファーン・カーン〉）
- 薔薇の名前（マラキー〈リヒャルト・サメル〉[12]）
- 不思議なオパール（ブルース）
- プライベート・プラクティス4（アダム）
- フレンズ（トム・ゴードン）
- ボードウォーク・エンパイア 欲望の街（ドクター・ヴァレンティン・ナルシス〈ジェフリー・ライト〉[13]）
- マードック・ミステリー 〜刑事マードックの捜査ファイル〜（アルバート・ゴッドフリー教授）
- ミス・マープル5 青いゼラニウム（ルイス・プリチャード）
- リーサル・ウェポン（ブルックス・エイヴリー〈ケヴィン・ラーム〉）
- ロイヤル・スキャンダル 〜エリザベス女王の苦悩〜（チャールズ皇太子〈ポール・リス〉）
- ロズウェル - 星の恋人たち（ニコラス・クロフォード〈マイコ・ヒューズ〉）

#### アニメ
- アルビンとチップマンクス（デイブ）
- キッパー（キッパー）

### テレビアニメ
1996年
- 名探偵コナン（1996年 - 2021年、太田勝、安達頼人、保谷泰輔、鹿屋辰馬、平田和明）

1998年
- MASTERキートン（平賀＝キートン・太一）

1999年
- 金田一少年の事件簿（和田守男）
- 週刊ストーリーランド（ミル）
- 地球防衛企業ダイ・ガード（桜田栄二郎）

2000年
- 陽だまりの樹（坂本竜馬）

2001年
- フルーツバスケット（草摩籍真）

2002年
- 最終兵器彼女（学者の男）
- 花田少年史（村上猛）

2003年
- GUNSLINGER GIRL（マルコー）
- キノの旅 -the Beautiful World-（男）
- PEACE MAKER鐵（山南敬助）

2004年
- 探偵学園Q（五島田学）
- 遙かなる時空の中で-八葉抄-（帝）

2005年
- 魔法先生ネギま!（2005年 - 2006年、高畑・T・タカミチ） - 2シリーズ

2006年
- コードギアス 反逆のルルーシュ（2006年 - 2008年、シュナイゼル・エル・ブリタニア） - 2シリーズ
- スクールランブル 二学期（天満・八雲の父 / ナレーション）

2007年
- DARKER THAN BLACK -黒の契約者-（エーリス・カスティネン）
- Myself ; Yourself（八代次彦）

2008年
- クリスタル ブレイズ（キトー）
- ゲゲゲの鬼太郎（第5作）（初代ドラキュラ）
- まかでみ・WAっしょい!（ほむら1型）
- 魔法遣いに大切なこと 〜夏のソラ〜（権田伊佐夫）
- ロザリオとバンパイア（運転手） - 2シリーズ

2009年
- こんにちは アン 〜Before Green Gables（ウォルター・シャーリー）
- ミチコとハッチン（情報屋）

2014年
- それでも世界は美しい（アキ）

2015年
- ヤング ブラック・ジャック（レイモンド）

2020年
- 恋とプロデューサー〜EVOL×LOVE〜（わたしの父）
- ドラえもん（テレビ朝日版第2期）（国王）

2021年
- パズドラ（2021年 - 2023年、朧月夜の幻影・服部半蔵）

### 劇場アニメ
- MARCO 母をたずねて三千里（1999年、マルコ・ロッシ〈青年期〉）
- メトロポリス（2001年、アトラス[18]）
- 劇場版 遙かなる時空の中で 舞一夜（2006年、帝）
- 劇場版 魔法先生ネギま! ANIME FINAL（2011年、高畑・T・タカミチ）
- 名探偵コナン 11人目のストライカー（2012年、本浦圭一郎[19]）
- コードギアス 反逆のルルーシュ I - III（2017年 - 2018年、シュナイゼル・エル・ブリタニア） - 3部作
- コードギアス 復活のルルーシュ（2019年、シュナイゼル・エル・ブリタニア）
- ぼくらの7日間戦争（2019年、前田）

### OVA
- 闇夜の時代劇（1995年、織田信長、半蔵）
- MASTERキートン（1998年、平賀＝キートン・太一）
- 銀河英雄伝説外伝 螺旋迷宮（2000年、アルフレッド・ローザス〈青年期〉）
- SUPERNATURAL: THE ANIMATION（2011年、マイケル副署長）
- コードギアス 反逆のルルーシュ ナナリーinワンダーランド（2012年、シュナイゼル・エル・ブリタニア）

### ゲーム
2000年代
- マイネリーベ〜優美なる記憶〜（2001年、校長）
- ネギま!? 3時間目 恋と魔法と世界樹伝説!（2006年、高畑・T・タカミチ）
- コードギアス 反逆のルルーシュ LOST COLORS（2008年、シュナイゼル・エル・ブリタニア）

2010年代
- Another Century's Episode:R（2010年、シュナイゼル・エル・ブリタニア）
- 第2次スーパーロボット大戦Z 再世篇（2012年、シュナイゼル・エル・ブリタニア）
- クレヨンしんちゃん 嵐を呼ぶ カスカベ映画スターズ!（2014年、ハイグレ魔王）

2020年代
- コードギアス 反逆のルルーシュ ロストストーリーズ（2022年 - 2023年、シュナイゼル・エル・ブリタニア〈初代〉）
- ドラゴンクエストX 眠れる勇者と導きの英雄 オフライン（2023年、魔元帥ゼルドラド）

### ドラマCD
- 遙かなる時空の中で 八葉みさと異聞（2000年、帝）
- 耽美夢想マイネリーベ（2001年、校長）
- 遙かなる時空の中で 音盤草紙〜青雷の巻〜（2002年、帝）
- 遙かなる時空の中で 音盤草紙〜白虹の巻〜（2002年、帝）
- 許可証をください!（2005年、矢野知彦）
- 傾城秘話 籠の中で〜籠の華（2007年、竜胆先生）
- ホーリートーカー（2009年、シンクレア）

### デジタルコミック
- 「フルーツバスケット」音声入りまんがDVD〜旅立ちの日、再び〜（2012年、草摩籍真） - 『花とゆめ』24号応募者全員サービス

### ラジオ
- スターライト・だんでい（ビランデル）
- 永井荷風「ふらんす物語」（NHKラジオ第2「朗読」）

### パチンコ
- CR魔法先生ネギま!（2017年、タカミチ・T・高畑[20]）